# Sireniki
Sireniki (ryska Сиреники, jupik Siginykh) är en by i den autonoma regionen Tjuktjien i Ryssland. Den ligger sydväst om Anadyr. Folkmängden uppgår till lite mindre än 500 invånare.

## Historia
Sireniki är jupikernas enda äldre bosättning i Tjuktjien. Den har funnits på samma plats i drygt 2 000 år. Platsen är naturlig utifrån valarnas vandringsrutter och den polynia som finns utanför Sireniki. Sireniki har därför också kommit att bli den enda förhistoriska bosättning i Tjuktjien som alltjämt är i bruk.